# Laurentius Klein
Laurentius Klein OSB (* 8. März 1928 in Engers als Werner Klein; † 29. Juli 2002 in Trier) war ein deutscher Benediktiner und Abt der Benediktinerabtei St. Matthias in Trier, später Abt-Administrator der Dormitio-Abtei auf dem Zionsberg in Jerusalem sowie langjähriger Studiendekan des Theologischen Studienjahrs Jerusalem.

## Leben
Werner Klein wurde 1928 in Neuwied-Engers geboren. 1947 trat er in die Benediktinerabtei St. Matthias ein, wo er am 23. Januar 1949 die Profess ablegte. Anschließend studierte er Ökumenische Theologie. Am 2. August 1953 wurde er zum Priester geweiht. Am 31. Mai 1958 promovierte er an der Theologischen Fakultät der Universität Trier mit einer Arbeit über die evangelisch-lutherische Beichte.
Während des Zweiten Vatikanischen Konzils war er Mitarbeiter des Kurienkardinals Augustin Bea (SJ). 1963 wurde er zum damals jüngsten Abt eines deutschen Klosters gewählt. Er leitete die Benediktinerabtei St. Matthias bis 1969, als er auf Wunsch des Vatikans die Leitung der Dormitio-Abtei als Abt-Administrator übernahm. Dort wirkte er bis 1979. Laurentius Klein machte sich sowohl um den ökumenischen Dialog zwischen den christlichen Kirchen als auch um die Abrahamitische Ökumene zwischen den drei abrahamischen Weltreligionen Christentum, Judentum und Islam verdient. 1973 gründete er das ökumenische Theologische Studienjahr Jerusalem, das Studierenden der katholischen und evangelischen Theologie die Möglichkeit eröffnet, nach bestandener Zwischenprüfung zwei Semester im Heiligen Land zu studieren. 1981 kehrte er nach Deutschland zurück und leitete die Ökumenische Centrale der Arbeitsgemeinschaft Christlicher Kirchen in Deutschland in Frankfurt. Von 1987 bis 1998 war er wieder Studiendekan des von ihm gegründeten Theologischen Studienjahrs. 1998 musste er krankheitsbedingt die Dormitio-Abtei verlassen und kehrte nach Trier zurück, wo er 2002 verstarb.

## Würdigungen
- 1975: Buber-Rosenzweig-Medaille für die Bemühungen um den christlich-jüdischen Dialog.
- 1977: Ehrendoktor des Fachbereichs Katholische Theologie der Eberhard Karls Universität Tübingen.
- 1989: Ehrendoktor der Katholisch-Theologischen Fakultät der Westfälischen Wilhelms-Universität in Münster.

## Laurentius Klein gewidmete Festschriften
- Dormition Abbey Jerusalem (Hrsg.): Festschrift des theologischen Studienjahres der Dormition Abbey Jerusalem für Laurentius Klein. EOS-Verlag, St. Ottilien 1986, ISBN 3-88096-486-6.
- Ferdinand Hahn, Frank-Lothar Hossfeld, Hans Jorissen, Angelika Neuwirth (Hrsg.): Zion – Ort der Begegnung. Festschrift für Laurentius Klein zur Vollendung des 65. Lebensjahres. Athenäum Hain Hanstein, Bodenheim 1993, ISBN 3-8257-9153-X.